# 공범 (웹예능)
《공범》은 2021년 유튜브 장지수 채널에서 방송된 마피아 게임 프로그램이다. 공범 팀이 승리했으며, 생존한 곽토리와 오현민이 5000만원씩 받았다.

## 결과
- 공범 : 곽토리 (생존), 오현민 (생존)
- 시민 : 릴펄 (5일차 탈락), 조나단, 논리왕 전기 (이상 4일차 탈락), 야전삽 짱재, 김수환 (이상 3일차 탈락), 오메가 사피엔, 김농밀 (이상 2일차 탈락), 츄정 (1일차 탈락)